# Domizio Calderini
Domizio Calderini, né en 1446 (ou en 1447,) à Torri del Benaco, et mort en 1478 à Rome, est un humaniste italien. Domizio Calderini a étudié à Vérone, Venise et Rome. Il y a été nommé dans cette ville par le pape Paul II, professeur de rhétorique à l'université. Il a été secrétaire pontifical de Sixte IV. Il accompagne en 1476 le cardinal Giuliano della Rovere à Avignon. Il y séjourne sept mois et meurt de la peste à Rome en 1478. Il est l'auteur de nombreux commentaires.

## Biographie
Né vers l’an 1447 à Torri del Benaco, près de Caldiero, dans le Véronais, il prit son nom de cette ville. Dès l’âge de vingt-quatre ans, il s’était fait un si grand nom dans les lettres, qu’il fut nommé professeur public à Rome sous le pontificat de Paul II ; il conserva celte place sous Sixte IV, qui le revêtit de celle de secrétaire apostolique, et le chargea d’accompagner le cardinal Giuliano della Rovere, son neveu, qu’il envoyait apaiser des troubles survenus à Avignon. Il paraît que ce voyage, loin d’être profitable à Calderini, nuisit beaucoup à ses intérêts ; car il dit, dans l’épître dédicatoire d’un de ses ouvrages, qu’il partit pauvre, et qu’à son retour il le fut davantage. Il mourut de la peste, selon les uns, et, selon d’autres, d’une fièvre occasionnée par un excès de travail, en 1478, ayant à peine trente-deux ans. L’Académie de Rome lui fit faire de superbes obsèques, où tous les étudiants assistèrent.

## Œuvres

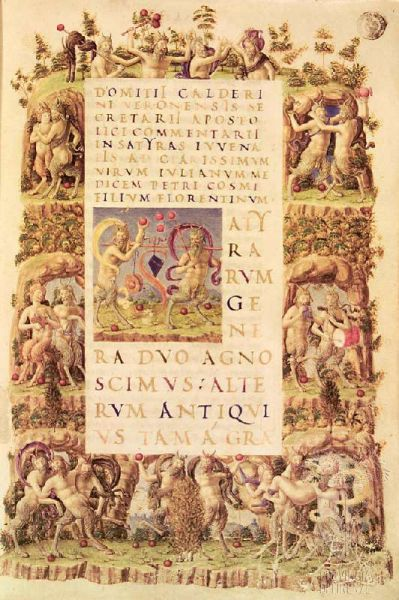
Frontispice d'un commentaire de Juvénal de Domizio Calderini

Calderini est un de ceux qui, à l’époque de la Renaissance, travaillèrent le plus à donner de bonnes éditions des anciens auteurs, et il passait, avec Laurent Valla et Politien, pour un des triumvirs de la littérature. Il a publié, avec des commentaires, Martial (Venise, 1474, in-fol., édition rare), Suétone (Milan, 1480, in-fol.) Juvénal, Virgile, Stace et Properce. Il avait de plus écrit sur les Héroïdes et sur les Métamorphoses d’Ovide, sur le poème in Ibim, qui est attribué à ce poète ; sur Perse, Silius Italicus, et sur les Épîtres de Cicéron ; mais ces travaux se perdus ou sont restés inédits. Il avait aussi publié une version latine des deux premiers livres de Pausanias le Périégète. Il ne s’était pas seulement occupé de la littérature, mais encore de la jurisprudence, de la philosophie et des mathématiques. Il a donné une édition de la Géographie de Ptolémée (Rome), 1478, in-fol. C’est la traduction latine de Jacopo d'Angelo ; mais Calderini la revit lui-même sur un manuscrit grec écrit de la main du philosophe Gémiste Pléthon. Cette édition est remarquable en ce qu’elle renferme les plus anciennes cartes gravées sur cuivre. Caldérini laissa un si grand nombre d’écrits, que Tiraboschi avoue qu’il est incroyable qu’un homme mort à la fleur de l’âge, revêtu d’emplois publics, et qui avait voyagé, ait pu entreprendre un si grand nombre d’ouvrages. Ange Politien, qui écrivit avec beaucoup d’aigreur contre Calderini après sa mort, prétend que c’était un critique très savant à la vérité, mais présomptueux, fier et dur avec ses égaux : enfin, qui n’avait aucune espèce de religion. Ce fut sans doute pour réparer ces accusations injurieuses que le même Politien fit à l’honneur de Calderini deux élégantes épitaphes citées par le marquis Scipione Maffei.